# Adenoforis
Els adenoforis (Adenophorea) són una de les dues classes tradicionals de l'embrancament dels nematodes. Està fonamentada en criteris morfològics, però no està suportada per les anàlisis moleculars moderns.

## Característiques
Els anfidis postlabials són de forma variable, en forma de porus o complicats; deridis absents; fasmidis en general també absents; amb glàndules hipodermals; aparell excretor, quan és present, simple, no tubular; mascles generalment amb dos testicles; rarament hi ha ales caudals; papil·les sensorials tant a la regió cefàlica com a la resta del cos. Són marins, d'aigua dolça o terrestres.

## Taxonomia
De manera tradicional, es divideixen en dues subclasses i onze ordres.
Subclasse Enoplia
Ordre Enoplida
Ordre Isolaimida
Ordre Mononchida
Ordre Dorylaimida
Ordre Stichosomida
Ordre Triplonchida
Subclasse Chromadoria
Ordre Araeolaimida
Ordre Chromadorida
Ordre Desmoscolecida
Ordre Desmodorida
Ordre Monhysterida